# Mëzez
Mëzez – miejscowość w Albanii, w okręgu Tirana, przy drodze krajowej SH2 (Tirana – Durrës), od 2015 roku w aglomeracji miejskiej Tirana.
W miejscowości mieści się prywatny szpital Salus Spitali Italian, a od 2006 roku Biuro Oddziału koordynujące działalność Świadków Jehowy w Albanii i Kosowie. 